# (228136) Billary
(228136) Billary est un astéroïde de la ceinture principale.

## Description
(228136) Billary est un astéroïde de la ceinture principale. Il fut découvert le 13 septembre 2009 à l'observatoire du Teide (télescope OGS de l'Agence spatiale européenne) par Matthias Busch et Rainer Kresken. Il présente une orbite caractérisée par un demi-grand axe de 2,25 UA, une excentricité de 0,11 et une inclinaison de 3,3° par rapport à l'écliptique.

## Compléments